# Tommaso Lauri
Tommaso Lauri (Firenze, 3 marzo 1818 – Macerata, 30 settembre 1894) è stato un politico italiano.